# Alfa Tucanae
Alfa Tucanae (α Tuc, α Tucanae) je nejjasnější hvězda v souhvězdí Tukana, je pozorovatelná pouze na jižní polokouli a v tropických oblastech severní polokoule. Hvězda má zdánlivou hvězdnou velikost 2,82m. Od Země je vzdálena asi 200 světelných let (61 parseků). Jedná se o chladnou hvězdu s efektivní povrchovou teplotou 4 300 K, má 37 poloměrů Slunce, zářivost 424krát větší než sluneční a 2,5-3 sluneční hmotnosti. Není známo, v jaké fázi vývoje se hvězda nalézá.
Ve skutečnosti jde o spektroskopickou dvojhvězdu s oběžnou dobou 4 197,7 dne (11,5 roku). Hlavní složka dvohvězdy je obr spektrální třídy K3 III, což znamená, že je jedná o obří hvězdu, která již vyčerpala zásoby vodíku a opustila hlavní posloupnost. Hvězda má oranžový odstín, který je charakteristický pro hvězdy spektrální třídy K.